# Robin Dutt
Robin Dutt (Colonia, Alemania, 24 de enero de 1965) es un exfutbolista y entrenador de fútbol alemán. Es hijo de madre alemana y padre indio, de Calcuta. Actualmente está libre tras dejar el Wolfsberger AC.

## Trayectoria

### Jugador
Su carrera como futbolista no llegó a niveles profesionales, sino que se desarrolló en las divisiones inferiores de Alemania.

### Entrenador
Comenzó su carrera como técnico siendo jugador-entrenador del TSG Leonberg entre 1995 y 1999.
Inicios
Posteriormente, fue entrenador del Stuttgarter Kickers durante cuatro años (de 2003 a 2007). En 2007, sustituyó a Volker Finke al frente del SC Friburgo, con el que logró el ascenso a la Bundesliga en 2009 y posteriormente lo mantuvo dos años en la máxima categoría.
Bayer Leverkusen
Tras esas buenas campañas, a partir de la temporada 2011/2012, Dutt pasó a dirigir al Bayer Leverkusen con un contrato de dos años. Sin embargo, fue destituido el 1 de abril de 2012, antes de acabar la temporada, tras encadenar cuatro derrotas consecutivas en la Bundesliga que hicieron caer al equipo al 7º puesto y ser eliminado por un global de 10-2 ante el F. C. Barcelona en la Liga de Campeones.
Director deportivo de la Federación alemana
Entre 2012 y 2013, fue el director deportivo de la Federación de Alemania.
Werder Bremen
El 27 de mayo de 2013, el Werder Bremen anunció su contratación como nuevo técnico, relevando al destituido Thomas Schaaf a partir de la temporada 2013-14. El equipo alemán comenzó bien el campeonato, aunque terminó la primera vuelta en tierra de nadie, ocupando la 11.ª posición. Finalmente, el Werder Bremen consiguió la permanencia matemática a falta de dos jornadas para el final del torneo. Dutt fue despedido el 25 de octubre de 2014, después de un terrible comienzo en la Bundesliga 2014-15, logrando 4 empates y 5 derrotas en 9 partidos que arrastraron al equipo al último lugar de la clasificación y eran el peor inicio de la historia del club.
Director deportivo del Stuttgart
El 30 de diciembre de 2014, accedió al cargo de director deportivo del VfB Stuttgart. Fue despedido el 17 de mayo de 2016, tras el descenso del equipo alemán a la 2. Bundesliga.
VfL Bochum
El 11 de febrero de 2018, se incorporó al VfL Bochum. El 26 de agosto de 2019, el club anunció la rescisión de su contrato.
Wolfsberger AC
En abril de 2021, fue contratado por el Wolfsberger AC para la próxima temporada. Dejó el puesto dos años después, en marzo de 2023.

## Clubes y estadísticas

### Como jugador
| Club              | País     | Año       |
| ----------------- | -------- | --------- |
| SVGG Hirschlanden | Alemania | 1983-1985 |
| TSV Korntal       | Alemania | 1985-1987 |
| TSV Münchingen    | Alemania | 1987-1988 |
| TSV Korntal       | Alemania | 1988-1990 |
| FV Zuffenhausen   | Alemania | 1990-1993 |
| SKV Rutesheim     | Alemania | 1993-1995 |
| TSG Leonberg      | Alemania | 1995-1999 |

### Como entrenador
| Club                   | País     | Año       | PJ  | PG | PE | PP | % v.  |
| ---------------------- | -------- | --------- | --- | -- | -- | -- | ----- |
| TSG Leonberg           | Alemania | 1995-1999 |     |    |    |    |       |
| TSF Ditzingen II       | Alemania | 1999-2000 |     |    |    |    |       |
| TSF Ditzingen          | Alemania | 2000-2002 | 68  | 19 | 17 | 32 | 27.94 |
| Stuttgarter Kickers II | Alemania | 2002-2003 | 48  | 20 | 10 | 18 | 41.67 |
| Stuttgarter Kickers    | Alemania | 2003-2007 | 125 | 48 | 37 | 40 | 38.4  |
| SC Friburgo            | Alemania | 2007-2011 | 145 | 63 | 28 | 54 | 43.45 |
| Bayer Leverkusen       | Alemania | 2011-2012 | 37  | 14 | 8  | 15 | 37.84 |
| Werder Bremen          | Alemania | 2013-2014 | 45  | 11 | 13 | 21 | 24.44 |
| VfL Bochum             | Alemania | 2018-2019 | 52  | 18 | 17 | 17 | 34.62 |
| Wolfsberger AC         | Austria  | 2021-2023 | 66  | 29 | 9  | 28 | 43.94 |